# Мурзалар
Мурзалар (башк. Мырҙалар) — плем'я у складі айлинської групи башкирів. Інша назва мурзаларських башкирів — Улеште (башк. Өләштә). Нащадки мурзаларців проживають у Салаватському районі.

## Родовий склад
Родові підрозділи: аксиуаш, балтагул, баркилдак, бішей, бурес, ятімдер, казак, кузгун, кутлусура, кутлу, кирзи, мангул, міндіяр, сіпай, сулпи, сирзи, таз, тавір, тау, тунгатар, шайтан (аю).

## Етнічна історія
Пращури мурзаларців входили до складу союзу печенізько-огузьких племен Сирдар'їнських і Приаральських степів VII-IX ст. На Південному Уралі мурзаларці спочатку зайняли територію вододілу річок Ай, Біла, Яїк (Урал), Уй, Міас. Під тиском Табинських родів в кінці XV ст. мурзаларці й інші айлинці переселилися на північний схід сучасного Башкортостану (Айсько-Юрюзанське межиріччя). До Російської держави приєдналися під керівництвом Курсай бей батира. Сучасні мурзаларці в основному проживають в Салаватському районі: Мурзалар-Мечетлі, Кусепей, Ахун, Ільтай, Мусат, Бешевляр, Яубуляк, Куселяр, Аркаул, Махмут, 1-й Ідельбай (Бадрак), 2-й Іделбай (Бадрак), Ташаул. Ара Аксиуаш проживає в основному в корінному селі Мурзалар Масетлеhе, (Аксиуаш ватажок повсталих башкирів Мурзаларців 1681-1684 років, його син, старшина волості Корткасик Аксиуашев теж видатний ватажок повсталих мурзаларців 1735-1740 років, його онук Симак Корткасиков і його син Асман Симаков брали участь в обранні Карасакал ханом, після поразки в війні бігли в Середній Жуз казахів), а також в змішаних населених пунктах (курорт Янгантау, Чулпан, Саргамиш, Комсомол, Урмантау, в районних центрах Месегут і Малояз і т.д.)

## Етнонім
За переказами, родоначальником племені мурзалар був Мирзабек бий, який переселився на Урал за вороним конем. Вийшли разом з іншими родами племені Айле з місцевості Кайєп. Місцевість (місто, або область) Кайєп знаходилася в передгір'ях Каратау, або біля Сирдар'ї.

## Видатні мурзаларці
- Рамі Гаріпов
- Юсупов Харіс Мунасіпович